# Jakub Zucker
Jakub Zucker (również Jacques Zucker) (ur. 1900 w Radomiu, zm. 1981 w Nowym Jorku) – polski i amerykański malarz pochodzenia żydowskiego.

## Życiorys
Urodził się w Radomiu jako Jakub Cukier. W roku 1913 w wieku 13 lat wyjechał do Palestyny, gdzie rozpoczął naukę w Szkole Sztuk Pięknych Bezalel w Jerozolimie. Podczas I wojny światowej walczył w pułku piechoty o wyzwolenie Palestyny spod okupacji tureckiej, po zakończeniu wojny przybył do Francji, gdzie zamieszkał w Paryżu i w roku 1918 rozpoczął studia w Académie Julian i Académie Colarossi. W 1922 wyjechał do Stanów Zjednoczonych, gdzie kontynuował naukę w National Academy of Design. W 1925 rozpoczął studia w Académie de la Grande Chaumière. Duży wpływ na jego twórczość mieli artyści związani z wpłynęli artyści École de Paris, a szczególnie Chaim Soutine i Maurice Utrillo. Od roku 1927 uczestniczył w wystawach Salonu Jesiennego i Salon des Tuileries. W roku 1947 osiedlił się w Arcueil pod Paryżem. Kilka lat po II wojnie światowej wyjechał do Stanów Zjednoczonych i zamieszkał w Nowym Jorku. Odbywał wiele podróży artystycznych do krajów Europy, Izraela i Meksyku. Malarstwo Jakuba Zuckera wykazuje związki z École de Paris.